# Perrottetia
Perrottetia es un género de  arbustos pertenecientes a la familia Dipentodontaceae. Nativo de Papúa Nueva Guinea. Comprende 13 especies descritas y de estas, solo 7 aceptadas.

## Descripción
Son árboles o arbustos, de 6–12 (–30) m de alto, generalmente glabros; plantas poligamodioicas. Hojas alternas, ovadas a oblongas o elíptico-oblongas, 7–20 cm de largo y 3–8 cm de ancho, acuminadas y caudadas en el ápice, redondeadas a anchamente cuneiformes en la base, margen finamente aserrado, nervios secundarios 6–8, conspicuos, domacios huecos axilares en los nervios secundarios especialmente cerca de la base de la hoja en el envés; pecíolo 7–9 mm de largo. Inflorescencia axilar, tirsoide, puberulenta, pedicelos 0.4–0.9 mm de largo; cáliz un tubo anchamente obcónico, 5-lobado apicalmente, lobos triangulares, muy cortos; pétalos 5, triangulares, 0.6 mm de largo; estambres 5 insertados sobre el margen del disco, varias veces más largos que los pétalos; estaminodios con filamentos muy cortos en las flores pistiladas; disco plano en las flores estaminadas y anular en las flores pistiladas; ovario ovoide, no confluente con el disco, 2-locular. Fruto abayado, deprimido-globoso, 1.5–2 mm de largo y 2.5–3 mm de diámetro, rojo; semillas (1–) 4, sin arilo.

## Taxonomía
El género fue descrito por Carl Sigismund Kunth y publicado en Nova Genera et Species Plantarum (quarto ed.) 7: 73–75, pl. 622. 1825[1824]. La especie tipo es: Perrottetia quinduensis Kunth	

## Especies aceptadas
A continuación se brinda un listado de las especies del género Perrottetia aceptadas hasta febrero de 2014, ordenadas alfabéticamente. Para cada una se indica el nombre binomial seguido del autor, abreviado según las convenciones y usos.
- Perrottetia arisanensis Hayata
- Perrottetia distichophylla Cuatrec.
- Perrottetia excelsa Lundell
- Perrottetia gentryi Lundell
- Perrottetia lanceolata H.Karst.
- Perrottetia longistylis Rose
- Perrottetia multiflora Lundell
- Perrottetia ovata Hemsl.
- Perrottetia panamensis Lundell
- Perrottetia quinduensis Kunth
- Perrottetia sessiliflora Lundell